# Bic (cykelstall)
Bic var ett franskt professionellt cykelstall som sponsrades av företaget Bic och som var verksamt från 1967 till 1974. Dess främsta segrar var Tour de France 1973 (Luis Ocaña), Vuelta a España 1970 (Luis Ocaña), Paris-Roubaix 1971 (Roger Rosiers) och Flandern runt 1972 (Eric Leman).

## Kända cyklister
- Lucien Aimar (1967–1969)
- Jacques Anquetil (1967–1969)
- Joaquim Agostinho (1973–1974)
- Charly Grosskost (1968–1972)
- Jan Janssen (1969–1971)
- Gerben Karstens (1974)
- Jean-Marie Leblanc (1969–1971)
- Eric Leman (1972)
- Leif Mortensen (1970–1974)
- Luis Ocaña (1970–1974)
- Roger Rosiers (1970–1973)
- Jean Stablinski (1967)